# Nguyễn Văn Hồng
Nguyễn Văn Hồng (sinh năm 1968) là kiểm sát viên người Việt Nam. Ông hiện là Viện trưởng Viện kiểm sát nhân dân tỉnh Đồng Tháp.

## Tiểu sử
Nguyễn Văn Hồng sinh năm 1968.
Nguyễn Văn Hồng là Đảng viên Đảng Cộng sản Việt Nam.
Tháng 5 năm 2015, tại Đại hội Đảng bộ lần thứ sáu của Đảng bộ cơ sở Viện kiểm sát nhân dân tỉnh Đồng Tháp nhiệm kỳ 2015 - 2020, Nguyễn Văn Hồng, Phó Viện trưởng Viện KSND tỉnh Đồng Tháp được bầu giữ chức vụ Bí thư Đảng ủy Viện KSND tỉnh Đồng Tháp nhiệm kỳ 2015 -2020.
Ngày 1 tháng 6 năm 2018, Nguyễn Văn Hồng, Phó Viện trưởng Viện kiểm sát nhân dân tỉnh Đồng Tháp, được Phó Viện trưởng Viện kiểm sát nhân dân tối cao Việt Nam Trần Công Phàn trao quyết định của Viện trưởng Viện kiểm sát nhân dân tối cao Việt Nam Nguyễn Hòa Bình về việc giao phụ trách Viện kiểm sát nhân dân tỉnh Đồng Tháp kể từ ngày 1 tháng 6 năm 2018 thay Viện trưởng VKSND tỉnh Đồng Tháp Trần Văn Ngọc Vui nghỉ hưu theo chế độ nhà nước Việt Nam.
Nguyễn Văn Hồng hiện là Bí thư Đảng ủy Đảng Cộng sản Việt Nam Viện kiểm sát nhân dân tỉnh Đồng Tháp.